# Тортона
Тортона (на италиански: Tortona, на пиемонтски: Torton-a, на местен диалект: Turtona) е град и община в провинция Алесандрия, регион Пиемонт в Северна Италия на дясния бряг на река Скривия с 26 329 (на 31 декември 2012) жители на площ 99,29 км².
Тортона е основан през 120 пр.н.е. под името Colonia Iulia Dertona и бил важен военен пункт на Виа Постумия.
Геоложкото стуфе Tortonium (Миоцен, Неоген) е наречено на град Тортона.

## Известни от Тортона
- Маркиан от Тортонa (ок. 120 г.) – епископ, свещеномъченик.